# Гусев, Николай Павлович (полковник)
Николай Павлович Гусев (1917—1989) — советский деятель спецслужб, полковник государственной безопасности, министр ГБ Карело-Финской ССР, начальник Краснознамённого института КГБ.

## Биография
Родился в крестьянской семье, русский. В 1933 году окончил семилетнюю школу.
Трудовую деятельность начал мастером в 1937 году на обувной фабрике Ростова-на Дону после окончания кожевенно-обувного техникума.
В органах государственной безопасности с 1938 года на оперативных должностях, окончил Ростовскую межкраевую школу ГУГБ НКВД СССР. Член ВКП(б) с марта 1940 года.
В 1942—1950-х годах — на руководящих должностях в Управлении контрразведки «СМЕРШ» Московского военного округа, главного управления контрразведки «СМЕРШ», 3-м главном управлении контрразведки МГБ СССР, 2-м главном управлении МГБ СССР. В 1950 году присвоено воинское звание полковник.
В 1950—1956-х годах — министр государственной безопасности Карело-Финской ССР, министр внутренних дел Карело-Финской ССР, председатель КГБ при Совете министров Карело-Финской ССР, председатель КГБ при Совете министров Карельской АССР.
В 1957 году — начальник Управления КГБ при Совете министров СССР по Куйбышевской области, в 1958 году окончил исторический факультет Куйбышевского пединститута. Затем, до февраля 1964 года — представитель КГБ СССР при внешнеполитической разведке Китайской народной республики.
Возглавлял отделы 9, 6 и отдел «В» ПГУ КГБ.
В 1967—1971 годах — начальник Краснознамённого института КГБ.
После зачисления в действующий резерв ПГУ КГБ работал заместителем председателя президиума Советского общества по культурным связям с соотечественниками за рубежом «Родина». Уволен в отставку в феврале 1980 года.